# Молочай канарский
Молоча́й кана́рский (лат. Euphórbia canariénsis) — многолетнее суккулентное древовидное растение; вид рода Молочай (Euphorbia) семейства Молочайные (Euphorbiaceae).

## Морфология
Небольшое дерево, 1—3(4) м высотой, сильно разветвляющееся от основания. От одного ствола может отходить до 150 ветвей, толщиной с руку человека.
Ствол мясистый, крепкий, очень сочный, колоннообразный, наподобие кактуса, от ярко-зелёного до красноватого цвета, с 4 (редко с 5 или 6 рёбрами), до 8 см в диаметре, немного спиралевидный. Поверхность граней, от 2 до 5 см шириной, чистая, гладкая; края граней тупые, коричневого цвета.
Ветви с 4, редко с 5 рёбрами, с почти плоскими сторонами, растут сначала под углом к стволу, а затем вертикально; рёбра острые, с горбинками, зубчатые.
Шипы парные, коричневые, яркие, слегка изогнутые, напоминающие рога коровы, 0,4—0,5 см длиной, растут строго равномерно вдоль краёв граней.
Единичные циатии от бордового до красновато-зелёного цвета, собраны в головки; листочки обёрток и серповидные нектарники в числе 5, чередуются друг с другом.
Плод — свисающий красный трёхорешник, содержащий по одному семени в гнезде.

## Распространение
Распространён на Канарских островах.
Растёт у подножий гор в прибрежной зоне; на высоте от 0 до 1100 м над уровнем моря. Встречается среди сухих обнажений лавы, главным образом на южных склонах гор, на всех островах. На Канарских островах это самое распространённое растение прибрежных гор.
|                                      |  |  |
| Слева направо: стебель, цветки, шипы |  |  |

## Практическое использование
Выращивается в качестве комнатного декоративного растения. Размножается семенами и черенками.
В XVII—XIX столетиях применялся в научной медицине, поступал в продажу в виде хорошо растирающихся, часто просверленных, желтоватого цвета кусков, смешанных с песком и растительными иголками. Препарат молочая канарского изготавливался жителями мест обитания растения из его млечного сока путём высушивания на солнце. Млечный сок молочая канарского вызывает при попадании в нос чихание, ест глаза, вызывает ожог кожи, а при внутреннем употреблении — понос, рвоту, а, возможно, и отравление. Препарат в основном был рекомендован для наружного применения, например для выведения бородавок.
На Канарских островах этот вид молочая традиционно используется в качестве топлива. Одно большое растение может обеспечить одного человека топливом на всю зиму.

## Таксономия
|  |                                      |  |                                                             |                                                             |                      |  | ещё 36 семейств (согласно Системе APG II), в том числе Маковые | ещё 36 семейств (согласно Системе APG II), в том числе Маковые |                         |  |  |  | ещё ≈2000 видов |
|  |                                      |  |                                                             |                                                             |                      |  | ещё 36 семейств (согласно Системе APG II), в том числе Маковые | ещё 36 семейств (согласно Системе APG II), в том числе Маковые |                         |  |  |  | ещё ≈2000 видов |
|  |                                      |  |                                                             | порядок Мальпигиецветные                                    |                      |  |                                                                |                                                                | род Молочай (Euphorbia) |  |  |  |                 |
|  |                                      |  |                                                             | порядок Мальпигиецветные                                    |                      |  |                                                                |                                                                | род Молочай (Euphorbia) |  |  |  |                 |
|  | отдел Цветковые, или Покрытосеменные |  |                                                             |                                                             | семейство Молочайные |  |                                                                |                                                                | вид Молочай канарский   |  |  |  |                 |
|  | отдел Цветковые, или Покрытосеменные |  |                                                             |                                                             | семейство Молочайные |  |                                                                |                                                                |                         |  |  |  |                 |
|  |                                      |  | ещё 44 порядка цветковых растений (согласно Системе APG II) | ещё 44 порядка цветковых растений (согласно Системе APG II) |                      |  |                                                                | ещё >300 родов                                                 | ещё >300 родов          |  |  |  |                 |
|  |                                      |  |                                                             | ещё 44 порядка цветковых растений (согласно Системе APG II) |                      |  |                                                                |                                                                | ещё >300 родов          |  |  |  |                 |